# Merrills jufferduif
Merrills jufferduif (Ptilinopus merrilli) is een duif, het is een voor uitsterven gevoelige, endemische duivensoort die voorkomt in de Filipijnen. De vogel is vernoemd naar de Amerikaanse plantkundige Elmer Drew Merrill die veel onderzoek heeft verricht aan de verspreiding van plantensoorten in de Filipijnen. De Filipijnse naam voor deze vogel is Punay of Merilay.

## Kenmerken
Deze soort wordt inclusief staart 32 centimeter en heeft een vleugellengte van 17 centimeter. De mannetjes en vrouwtjes van deze jufferduif van gemiddelde grootte lijken sterk op elkaar. De ondersoorten zijn te onderscheiden doordat P. m. faustinoi een meer rode kruin heeft. Een volwassen exemplaar van P. m. merrilli heeft een grijsachtig groene kop verlopend naar een groene nek, rug, stuit en vleugels. De veren van de vleugels worden meer naar het einde toe zwart met witte randen. Een deel halverwege de vleugels is roodbruin. De buik is crème-kleurig en wordt afgescheiden van de borst door een groene band. De flanken en de onderzijde van de buik zijn groen met wat wit daardoorheen. De snavel en poten van Merrills jufferduif zijn rood en de ogen donkerrood. Van een juveniel weet men niet veel, maar wordt aangenomen dat deze geheel groen is.

## Ondersoorten, verspreiding en leefgebied
Merrills jufferduif telt twee ondersoorten:
- P. m. faustinoi: noordelijk Luzon.
- P. m. merrilli: zuidelijk Luzon, Catanduanes en Polillo.

Het leefgebied van deze schuwe vogel is secundair of primair woud onder de 1300 meter boven zeeniveau. Meestal zijn ze daar te vinden in de boomkronen of net daaronder.

## Status
Merrills jufferduif heeft een beperkt verspreidingsgebied en daardoor is de kans op uitsterven aanwezig. De grootte van de populatie is niet gekwantificeerd, maar de populatie-aantallen nemen af door habitatverlies. Het leefgebied wordt aangetast door ontbossing waarbij natuurlijk bos wordt omgezet in gebied voor agrarisch gebruik. Daarnaast wordt er jacht op de vogels gemaakt. Om deze redenen staat deze soort als gevoelig op de Rode Lijst van de IUCN.